# Robin Hood (anime)
Robin Hood (jap. ロビンフッドの大冒険 Robin Hood no daibōken) – japońsko-włoski serial animowany z 1990 roku wyprodukowany przez Tatsunoko Production i Mondo TV powstały na podstawie legendy o Robin Hoodzie. W tej wersji Robin Hood i jego przyjaciele są jeszcze dziećmi. Serial liczy 52 odcinki.

## Fabuła
Dom Robina zostaje spalony z rozkazu Barona Alwyna – szeryfa Nottingham. Aby uniknąć dalszych prześladowań Robin i jego kuzyni uciekają do Sherwoodskiego lasu, gdzie napotykają zbójecką bandę dowodzoną przez Małego Johna. Robin razem z nowymi przyjaciółmi postanawia pokrzyżować intrygi Barona Alwyna i jego wspólnika biskupa Hartforda. Jego celem jest uratować Marian Lancaster oraz odzyskać bogactwo swojej rodziny.

## Wersja polska
Premiera serialu w Polsce miała miejsce 7 lipca 1993 roku. Serial był emitowany na kanale TVP2 z polskim dubbingiem.

### Dubbing
Wersja polska: Studio Opracowań Dźwiękowych w Łodzi
Reżyseria: Maria Horodecka
Dialogi: Maria Horodecka, Elżbieta Włodarczyk
Dźwięk: Elżbieta Matulewicz, Marek Dubowski
Montaż: Łucja Kryńska
Kierownictwo produkcji: Krzysztof Kupsz, Zdzisława Kowalewska
Wystąpili:
- Anna Bojarska – Much
- Barbara Dzido-Lelińska – Will
- Beata Kowalska
- Barbara Marszałek – Marian Lancaster
- Grażyna Walasek – Robin Hood
- Ireneusz Kaskiewicz – brat Tuck
- Piotr Krukowski – Biskup Hartford
- Jarosław Pilarski – Mały John
- Paweł Siedlik – Baron Alwyn
- Dariusz Wiktorowicz – Gilbert
- Ewa Sonnenburg

i inni
Piosenkę tytułową do słów Waldemara Wolańskiego, w opracowaniu muzycznym Teresy Stokowskiej, śpiewał: Mieczysław Antoni Gajda.

### Wersja filmowa
Robin Hood – wersja pełnometrażowa, okrojona, zmontowana z odcinków serialu. Czas trwania projekcji 85 minut. Wersja z angielskim dubbingiem i polskim lektorem.
- Czytał: Ireneusz Machnicki

### Wersja DVD
Serial został wydany na DVD.
- Dystrybucja: RosMedia[7]

### Wersja z napisami
Wersja z niemieckim dubbingiem i polskimi napisami.

## Wersja japońska

### Obsada (głosy)
- Kazue Ikura : Robin
- Naoko Matsui : Marian
- Yuko Mita : Will
- Maria Kawamura : Winifred
- Sayuri Iketmoto : Barbara (Jenny)
- Kenichi Ogata : brat Tuck
- Bin Shimada : Mały John
- Mayumi Tanaka : Much
- Chieko Honda : Cleo
- Issei Futamata : książę Jan
- Masashi Ebara : Baron Alwyn
- Yutaka Shimaka : biskup Hartford
- Toshihiko Seki : Gilbert
- Mugihito : król Ryszard I

### Muzyka
- Opening: Wood Walker w wykonaniu Satoko Shimonari[8].
- Ending: Hoshizora no Labirinsu (jap. 星空のラビリンス) w wykonaniu Satoko Shimonari[8].

Oba utwory znalazły się w albumie Robin Hood no Daibouken -BGM Collection- (jap. ロビンフッドの大冒険 －BGM集－).

## Wersja niemiecka
- David Nathan – Robin Hood
- Sonja Scherff – Marian Lancaster
- Stefan Fredrich – Gilbert
- Simon Jäger – Will
- Eva Michaelis – Winifred
- Bodo Wolf – Baron Alwyn
- Alexander Herzog – Biskup Hartford
- Oliver Feld – Mały John
- Björn Schalla – Much

## Postacie
Protagoniści:
- Robert Huntington (Robin Hood) – spadkobierca rodziny Huntington, jego dom został spalony z rozkazu Lorda Alwina. Robin jest zmuszony do ucieczki. Ukrywa się w lesie Sherwood, gdzie on i jego kuzyni spotykają Małego Johna i jego zbójecki gang.
- Marian Lancaster – potomkini rodu Lancasterów, którą biskup Hartford chce na siłę adoptować. Nosi złoty krzyżyk na szyi, który jest symbolem jej rodziny.
- Will – kuzyn Robina, jest starszym bratem Winifred i Jenny.
- Brat Tuck – stary mnich, który żyje na skraju lasu Sherwood. Często pomaga Robinowi, gdy ten jest w niebezpieczeństwie.
- Mały John – przywódca zbójeckiej bandy zamieszkującej Sherwoodski las. Pała miłością do Winifred.
- Much – chłopak rozbójnik, który jest prawą ręką Małego Johna. Zwraca się do niego „Szefie” lub „Szefuniu”.
- Winifred – kuzynka Robina i siostra Willa. Mały John darzy ją uczuciem.
- Barbara (Jenny) – kuzynka Robina, młodsza siostra Willa i Winifred.

Antagoniści: Baron Alwyn – Szeryf z Nottingham. Jest chciwy i zły. Nie cofnie się przed niczym aby osiągnąć swój cel. Nakazał zniszczyć zamek Huntingtonów – dom Robina. Chce przejąć królestwo i rządzić nim za wszelką cenę. Ostatecznie Robin go powstrzymuje.
- Biskup Hartford – chciwy biskup Nottingham, który chce przejąć bogactwo Lancasterów adoptując Lady Marian. W przeciwieństwie do Alwyna, pod koniec serii zaczyna się zmieniać na lepsze.
- Gilbert – rycerz Czarnej Róży, który służy Baronowi Alwynowi i wykonuje jego polecenia. Jest rycerzem honoru. Ma bliznę pod prawym okiem, którą ukrywa pod długimi włosami, i której nabył się walcząc z Robinem. Ostatecznie chce się zemścić za tę zniewagę. Podczas walki z Robinem spada z urwiska w przepaść. Wszyscy są przekonani, że nie żyje. Okazuje się potem, że Gilbert przeżywa upadek. Pod koniec przestaje służyć szeryfowi i staje się rycerzem króla Ryszarda. Zmienia się i przyłącza do Robina walcząc z Baronem Alwynem.
  - Cleo – siostra Gilberta, po raz pierwszy pojawia się w odcinku "Dziewczyna w czerni". Nosi czarną sukienkę i ma długie, ciemne włosy. Dowiaduje się od Barona Alwyna, że banita Robin jest odpowiedzialny za śmierć jej brata – Gilberta. Cleo chce pomścić jego śmierć zabijając Robina. Później jednak dowiaduje się, że jej brat żyje, a szeryf ją podstępnie oszukał. Ostatecznie godzi się z Robinem.
- Książę Jan – chce stać się królem i próbuje zastąpić brata, króla Ryszarda. Alwyn chce go wykorzystać, aby móc przejąć królestwo.
- Gisbourne – łowca nagród wynajęty przez Alwyna, który ma zabić Robina.

## Spis odcinków
1. Marian (jap. 森のエトランゼ Mori no etoranze)
2. Tajemniczy las (jap. 不思議の森・シャーウッド Fushigi no mori : Shāuddo)
3. Pojedynek (jap. 稲妻の彼方に Inaduma no kanata ni)
4. Budowanie domu (jap. 遠く遥かな調べ Tōku haruka na shirabe)
5. Najemnik (jap. 無言の凶戦士 Mugon no kyō senshi)
6. Uprzejmy rozbójnik (jap. やっぱり山賊やっぱり貴族 Yappari sanzoku yappari kizoku)
7. Lojalny rycerz (jap. 背徳の道化師 Haitoku no dōkeshi)
8. W kierunku Nottingham (jap. 突撃！ノッチンガム城 Totsugeki! Notchingamu shiro)
9. Przyjaciel czy wróg? (jap. 「裏切りの紳士 Uragiri no shinshi)
10. W pułapce (jap. 暗黒の塔 Ankoku no tō)
11. Niepewna przyszłość (jap. 略奪された四人の花嫁！？ Ryakudatsu sareta yonin no hanayome!?)
12. Maskarada (jap. 絶望のウェディングベル Zetsubō no uedeinguberu)
13. Niewypał (jap. こわれてめでたい結婚式！ Kowaretemedetai kekkonshiki!)
14. Nowy dzień (jap. 朝焼けのシルエット Asayake no shiruetto)
15. Niespodziewany powrót (jap. 過去からの贈物 Kako karano okurimono)
16. Mgła i wiatr (jap. 霧の中のさよなら Kiri no naka no sayonara)
17. Trucizna (jap. 涙、涙の山賊根性！ Namida, namida no sanzoku konjō!)
18. Kłopoty brata Tucka (jap. この緑 誰のもの！？ Kono midori dare nomono!?)
19. Czary (jap. 魔法使いの来た日 Mahōtsukai no kita nichi)
20. Zemsta (jap. 恨みの心に弓が泣く Urami no kokoro ni yumi ga naku)
21. Król lasu (jap. こんにちは森の王様 Konnichiha mori no ō-sama)
22. Pożar (jap. 亡霊の棲む館 Bōrei no sumu kan)
23. Burza w Notthingham (jap. 炎の超常能力 Honō no chōjōnōryoku)
24. Dziewczyna w czerni (jap. 黒い衣の聖女 Kuroi koromo no seijo)
25. Miłość i nienawiść (jap. 激戦！黒薔薇騎士団 Gekisen! kuro bara kishidan)
26. Cisza po burzy (jap. 嵐の中の二重奏デュエット Arashi no nakano nijūsō deyuetto)
27. Znaleziątko (jap. おっぱい大作戦！？ Oppai dai sakusen!?)
28. Legenda o latającym statku (jap. 天翔る山賊根性 Ten kakeru sanzoku konjō)
29. Przepowiednia (jap. そよ風の恋占い Soyo kaze no koi uranai)
30. Spisek (jap. 奇襲！お宝強奪隊 Kishū! o takara gōdatsu tai)
31. Zemsta bandytów (jap. お宝強奪隊の逆襲 O takara gōdatsu tai no gyakushū)
32. Ojciec dla Jenny (jap. 封印された心 Fūin sareta kokoro)
33. Zatruta rzeka (jap. 嵐にかけた願い Arashi ni kaketa negai)
34. Głos we mgle (jap. 復讐の黒い霧 Fukushū no kuroi kiri)
35. Stare dobre czasy (jap. もうひとつの青春 Mōhitotsu no seishun)
36. Tajemniczy myśliwy (jap. もうひとつの誓い Mōhitotsu no chikai)
37. Pożar lasu (jap. シャーウッドの燃える日 Shāuddo no moe ru nichi)
38. Skarb w lesie (jap. 森の財宝 Mori no zaihō)
39. Światło przyjaźni (jap. 十字架に祈りを込めて Jūjika ni inori wo kome te)
40. Druga szansa Alwina (jap. 悪魔のささやき Akuma no sasayaki)
41. Zdrada stanu (jap. イングランドの反逆者 Ingurando no hangyakusha)
42. Jezioro prawdy (jap. 真実の湖 Shinjitsu no mizūmi)
43. Rozstrzygający cios (jap. 決闘！ふたつの正義 Kettō! futatsu no seigi)
44. Pechowiec (jap. 不運を呼ぶ男 Fūn wo yobu otoko)
45. Rozbójniczka (jap. 憧れの女盗賊 Akogare no onna tōzoku)
46. Człowiek bez pamięci (jap. いかづちのビッグ Ikaduchi no biggu)
47. Król Anglii (jap. 澄んだ瞳の中に Sun da hitomi no nakani)
48. Fałszywy Robin (jap. 全滅！森の山賊軍団 Zenmetsu! mori no sanzoku gundan)
49. Książę lasu (jap. 森の王子様 Mori no ōji-sama)
50. Postanowienie (jap. さよならの決意 Sayonara no ketsui)
51. Koronacja (jap. 悪魔の戴冠式 Akuma no taikanshiki)
52. Decyzja Robina (jap. 少年は永遠(とわ)に Shōnen ha towa ni)